# Bolåneskydd
Bolåneskydd är en typ av försäkring för bostadslån i fall av arbetsoförmåga och arbetslöshet. Skyddet resulterar i att den summa som man har valt att försäkra sig för kommer att betalas ut av banken för att klara av kostnaderna för bolånet. Livskydd skyddar ekonomin i det fall tecknaren avlider, då löser försäkringen ut hela eller delar av lånet. 
Exempel på villkor för att få skyddet kan vara ålder, till exempel att man ska vara mellan 18 och 60 år, folkbokförd i landet, banken som ger lånet försäkrar också, vara fullt arbetsför, ej sjukskriven osv. Kostnadsbilden varierar men en exempelkostnad 2011 är 100 SEK/år.